# Bellevue Hill
Bellevue Hill è un sobborgo di Sydney in Australia.

## Geografia fisica
Il sobborgo si trova a circa 5 chilometri a est del CBD e sorge su delle colline che si affacciano sulla baia di Sydney.

## Origini del nome
All'inizio del XIX secolo gli immigrati irlandesi chiamavano l'area Vinegar Hill in ricordo della battaglia di Vinegar Hill, uno scontro avvenuto durante la rivolta irlandese del 1798 nel sud-est dell'Irlanda. Il governatore Lachlan Macquarie si oppose fermamente a questo nome e decise di chiamare il sobborgo Bellevue Hill, dal francese belle vue, che siginifica "bella vista".

## Monumenti e luoghi d'interesse
- Ginahgulla, una storica residenza vittoriana del 1858.